# Кармоков, Мухамед Мухажирович
Мухамед Мухажирович Кармоков (кабард.-черк. Къэрмокъуэ Мухьэжид и къуэ Мухьэмэд; 22 октября 1929, с. Заюково, Баксанский округ, Кабардино-Балкарская автономная область, РСФСР — 2 ноября 2015, Нальчик, Кабардино-Балкария, Российская Федерация) — советский, российский кабардинский писатель, драматург, корректор, педагог, заслуженный работник культуры РСФСР (1989), народный писатель Кабардино-Балкарии (1999).

## Биография
Окончил литературный факультет Кабардинского государственного педагогического института. 
- 1949—1950 гг. — старший корректор,
- 1951—1952 гг. — литературный сотрудник газеты «Къэбэрдей пэр»,
- 1952—1954 гг. — учитель кабардинского языка и литературы Заюковской средней школы,
- 1954—1965 гг. — старший редактор, заместитель председателя Кабардино-Балкарского радиокомитета,
- 1965—1976 гг. — заведующий отделом культуры редакции газеты «Ленин гъуэгу»,
- 1976—1990 гг. — главный редактор Государственного комитета по телевидению и радиовещанию Кабардино-Балкарской АССР.

## Творческая деятельность
В 1947 г. появилась его первая публикация в газете «Къэбэрдей пэж» («Кабардинская правда») — «Глубже изучать кабардинский язык». В первый сборник рассказов «Бахъсэн уэр» («Бурный Баксан», 1964) вошли несколько небольших произведений.
В 1977 г. вышла повесть «Щихухэр иджыри мэкӀ» («А тополя все растут»). Эта же повесть была издана в 1982 г. в Москве, но уже как роман. Среди других произведений: «Бурный Баксан», «Один день жизни», «Завещание».
Член Союза журналистов СССР с 1958 г., член Союза писателей СССР с 1979 г. 

## Основные произведения
- «А тополя все растут». Роман в двух книгах / Пер. с каб. И. Ракши. — Нальчик : Эльбрус, 1994. — 384 с.
- «Азамат». Роман. — М.: Советский писатель, 1990. — 266 с.
- «Атажукинские хабары». Рассказы. — Нальчик, 1996. — 368 с.
- «Бурный Баксан». Рассказы / Пер. с каб. Д. Мамлеева. — М.: Сов. писатель, 1984. — 240 с.
- «Во имя любви». Рассказы. — Нальчик : Эльбрус, 1981. — 344 с.
- «Зов». Роман. — Нальчик: Эльбрус, 1988. — 460 с.
- «Мгновение». Воспоминания. — Нальчик : Эльбрус, 2002. — 408 с.
- «Мужские слезы». Повести, рассказы, пьесы. — Нальчик : Эльбрус, 1991. — 360 с.
- «Один день из жизни». — Нальчик, 1967. — 80 с.
- «Побеги старого корня». Рассказы. Новости. Юмор. Воспоминания. Очерки. Статьи. — Нальчик : Издательство М. и В. Котляровых, 2013. — 320 с.
- «Следы времени». Рассказы. — Нальчик : Эльбрус,1974. — 158 с.
- «Созвездие». — Нальчик : Эльбрус, 1986. — 144 с.
- «Сумерки». Повести и рассказы. — Нальчик : Эльбрус, 2007. — 47 с.

## Награды и звания
Народный писатель Кабардино-Балкарской Республики (1999). Заслуженный работник культуры РСФСР (1989).